# OK-650 (原子炉)

プロイェクト945 (シエラ型)原子力潜水艦

OK-650は旧ソ連時代に開発され、ロシア海軍の原子力潜水艦に搭載されている加圧水型軽水炉である。685型 (マイク型)、945型 (シエラ型)、971型 (アクラ型) に各1基、941型 (タイフーン型) および949型 (オスカー型) には各2基搭載された。

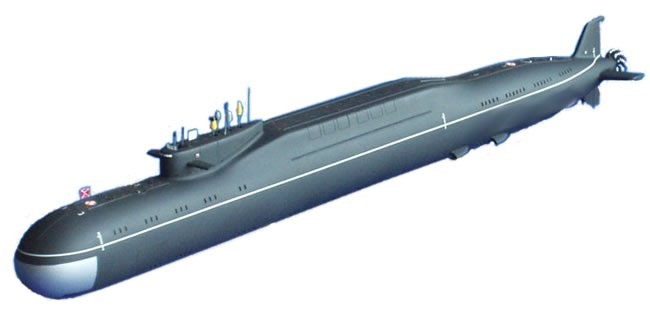
プロイェクト955 (ボレイ型)原子力潜水艦

濃縮度20-45%のウラン燃料を用い、熱出力190MWを発揮する加圧水型軽水炉である。OKBMアフリカントフで1970年代に開発され、事故や故障の可能性を最小化することに主眼をおいて設計された。監視システムは放射能の漏洩を速やかに検出できるよう設計され、新世代の炉心緊急冷却システムを備えていた。ボレイ型 (955型) にも採用されている。

## 形式
原型炉は1975年にA・P・アレクサンドロフ名称科学技術研究所のKV-1サイトに設置された。2012年時点で稼動している。
| 形式                          | 濃縮度 (%) | 熱出力 (MWth) | 採用艦 (基数)                                                                                    |
| ----------------------------- | ---------- | ------------- | ------------------------------------------------------------------------------------------------ |
| OK-650 (OK-650A)              | 21-45      | 190 (180)     | シエラ型原子力潜水艦 (1)                                                                         |
| OK-650B (西側ではOK-650Mとも) | 21-45      | 190           | オスカー型原子力潜水艦 (2), アクラ型原子力潜水艦 (1)                                             |
| OK-650B-3                     | 21-45      | 190           | コムソモレツ (1)                                                                                 |
| OK-650VV                      | 21-45      | 190           | タイフーン型原子力潜水艦 (2)                                                                     |
| OK-650V                       | 21-45      | 190           | オスカーII型原子力潜水艦 (2), ヤーセン型原子力潜水艦 (Project-855) (1), ボレイ型原子力潜水艦 (1) |
| OK-650KPM                     | 21-45      | 200           | ヤーセン型原子力潜水艦 (Project-855M) (1)                                                        |

## 原子炉区画の事故
- B-534 ニジニ・ノヴゴロド - 2001年に原子炉区画で事故が発生し、2008年4月まで修理を実施した。

## 水没事故
これまでに3基が搭載潜水艦の沈没事故により海没し、うち1基は現在も海底にある。
- K-278 コムソモレツ - バレンツ海の水深1,685メートルの海底に沈んでいる。微量の放射能漏れが検出されているが環境への影響はないとされる。
- К-141 クルスク - 艦首の一部以外は引き揚げられ、核燃料の取り出しが行われた。